# Ніколаєвка (Дзержинський район, Калузька область)
Ніколаєвка (рос. Николаевка) — присілок в Дзержинському районі Калузької області Російської Федерації.
Населення становить 1 особу. Входить до складу муніципального утворення Присілок Сени.

## Історія
Від 2004 року входить до складу муніципального утворення Присілок Сени.

## Населення
1. Н/Д[2]